# Valley of Fire
Pour les articles homonymes, voir Valley of Fire (homonymie).
Le parc d'État de Valley of Fire (en français, Vallée de Feu) est un parc naturel de l'État du Nevada dans l'ouest des États-Unis d'Amérique. Il fait partie du désert de Mojave et est situé non loin de Las Vegas et du Lake Mead. Zone désertique, il doit son nom à la couleur flamboyante de certains rochers en grès. Ces éléments, qui sont la pièce maîtresse des attractions du parc, semblent souvent être en feu lorsqu’ils réfléchissent les rayons du soleil. Protégé dès 1935, le parc est le plus ancien et le plus étendu du Nevada. Il a été désigné monument naturel national en 1968. 
La visite du parc offre un voyage dans les temps géologiques (présence d'arbres pétrifiés vieux de 225 millions d'années) et historiques (nombreux pétroglyphes préhistoriques). Les touristes peuvent également camper, randonner, photographier. Un centre d'information pour les visiteurs donne des informations sur les formations géologiques, la faune et la flore de la région. Le parc reçoit chaque année environ 250 000 visiteurs.

## Préhistoire

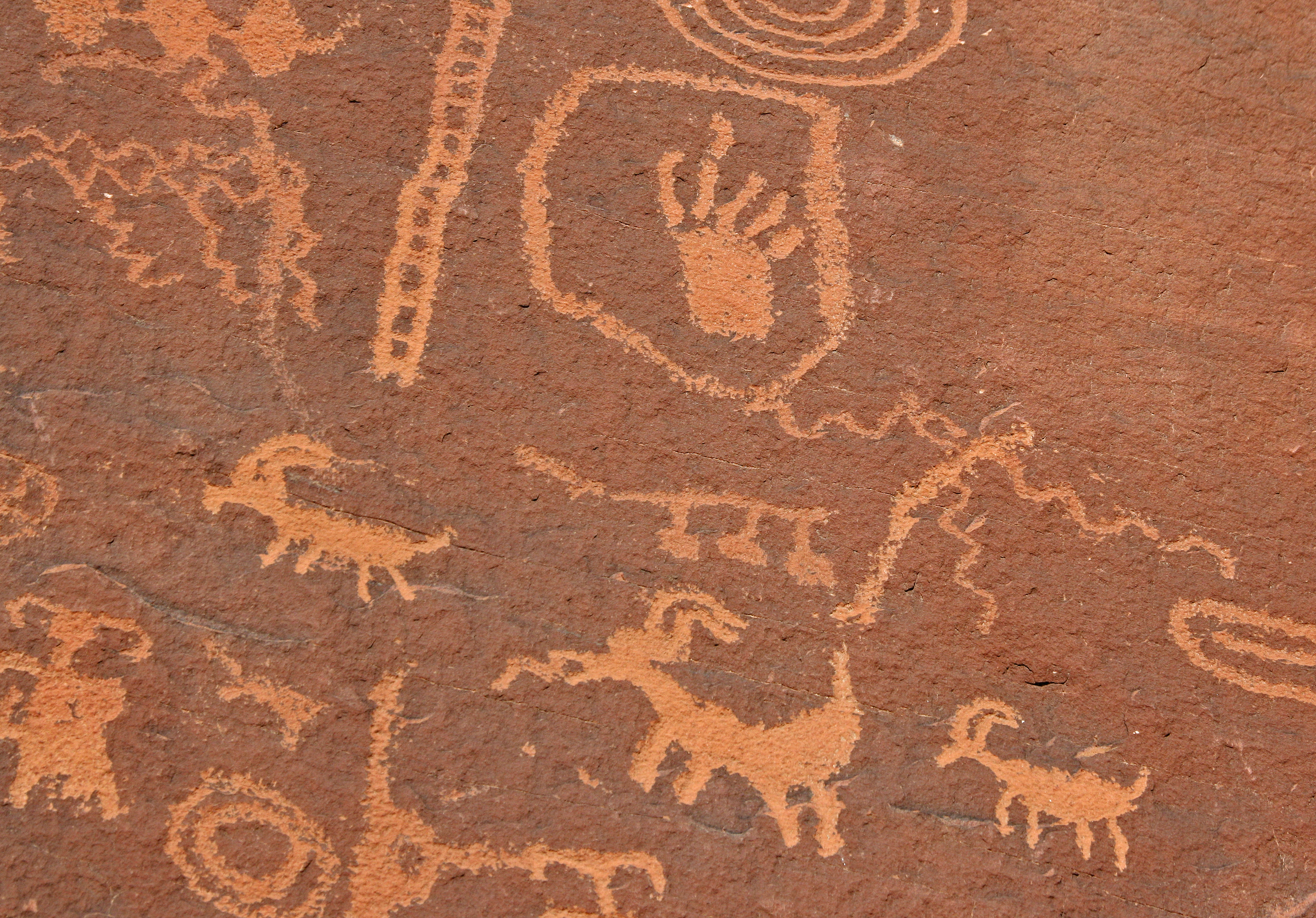
Pétroglyphes amérindiens dans la Valley of Fire.

Les rochers multicolores de la Vallée de Feu ont été formés il y a 150 millions d'années, à l'époque des dinosaures. Des processus complexes de sédimentation, soulèvement et érosion du Grand Bassin sont apparus de magnifiques paysages minéraux.
Les premières communautés humaines s'installent dans la préhistoire : les Basketmakers (en), suivis de la culture anasazi, laissent des traces de leur présence à travers les pétroglyphes. Ces signes gravés dans la roche évoquent des scènes de chasse ou peut-être des calendriers. Les plus anciens ont 3 000 ans.

## Climat
Le climat de la Valley of Fire est aride : il s'agit d'un désert dit d'abri. Situé à l'intérieur du continent nord-américain, la région ne reçoit que peu de précipitations, car celles-ci sont bloquées par les chaînes de montagnes. Elles tombent en hiver,  et prennent la forme d'orages en été.
En hiver, les températures sont très contrastées (entre 0 et 24 °C). En été, elles peuvent atteindre 45 °C à l'ombre. L'amplitude thermique est également importante entre le jour et la nuit.

## Faune et flore
Les plantes les plus communes sont adaptées à l'aridité : cactus, buissons. Au printemps, les fleurs tapissent plusieurs endroits du parc, là où le sol fertile le permet. Les oiseaux qui peuplent la région sont des corbeaux, roselins et géocoucous. La plupart des animaux sortent la nuit. On peut repérer les traces de nombre d'entre eux dans le sable rouge du désert : coyotes, lièvres, serpents, lézards ou écureuils. La tortue du désert y habite également et est une espèce protégée.

## Sites visitables
- Atlatl Rock : les visiteurs y accèdent grâce à une passerelle à un ensemble de pétroglyphes vieux de 4 000 ans. L'atlatl est une arme de chasse destinée à propulser des flèches.
- Arch Rock : situé à proximité de l'Atlatl Rock, il s'agit d'une arche naturelle de petites dimensions.
- Clark Memorial : un monument en mémoire des pionniers de l'ouest.
- Elephant Rock : un autre produit de l'érosion, dont la forme ressemble à celle d'un éléphant avec une trompe très longue.
- Petrified Logs (Troncs Pétrifiés) : une ancienne forêt vieille de 225 millions d'années.
- White Domes : formations multicolores de grès.
- Beehives : formations de grès ressemblant aux alvéoles d'une ruche (beehive)
- Seven Sisters : sept pics rouges alignés non loin de la route
- Fire canyon : points de vue sur le parc et les dômes de silice

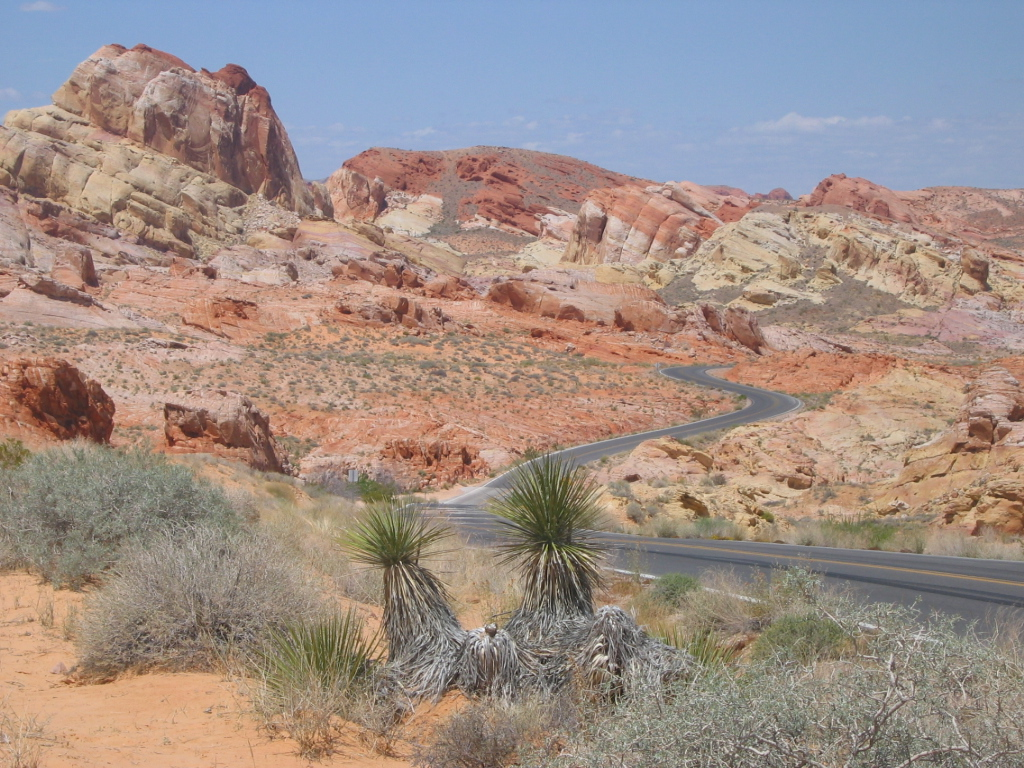
Scenic Drive
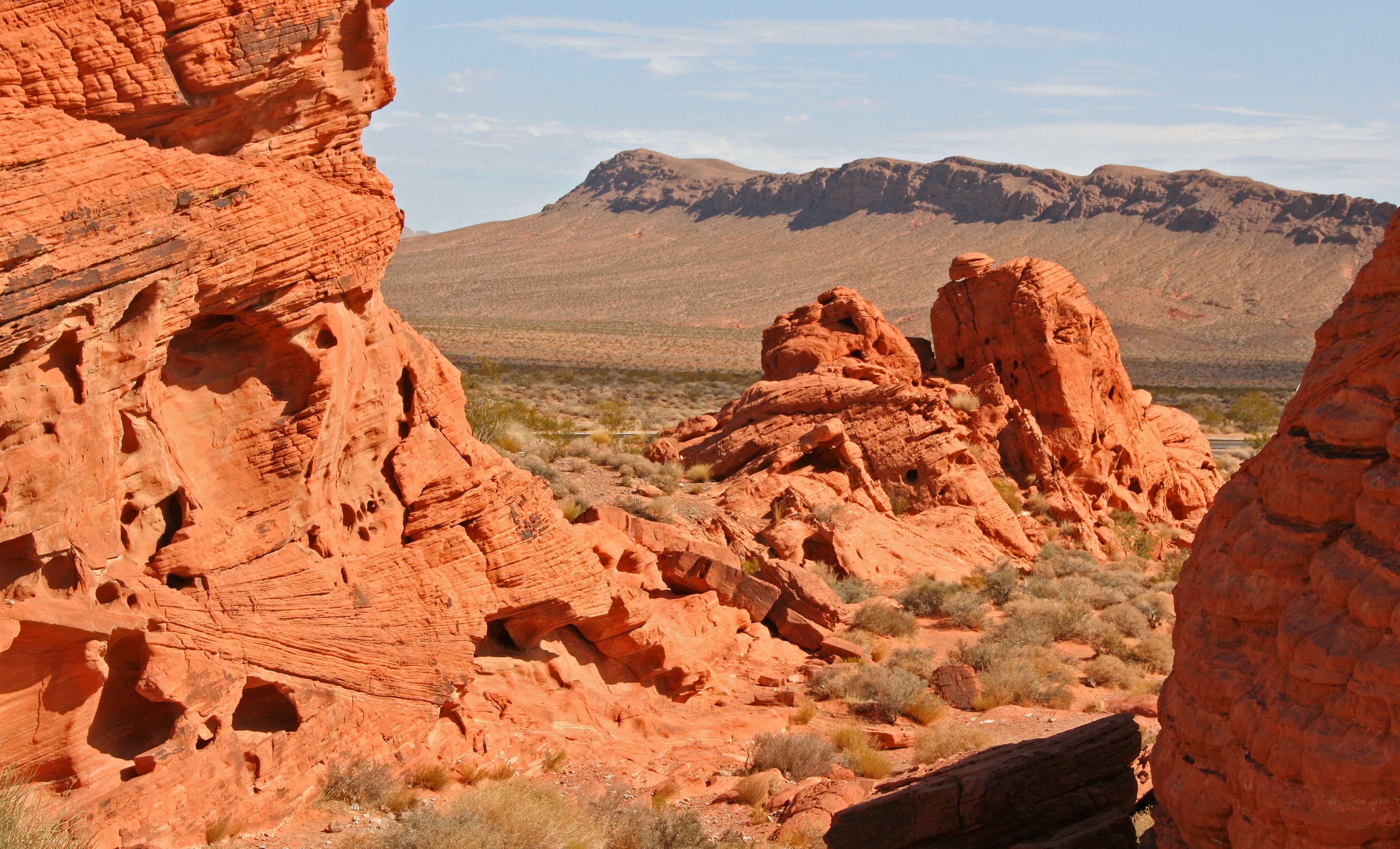
Rochers rouges
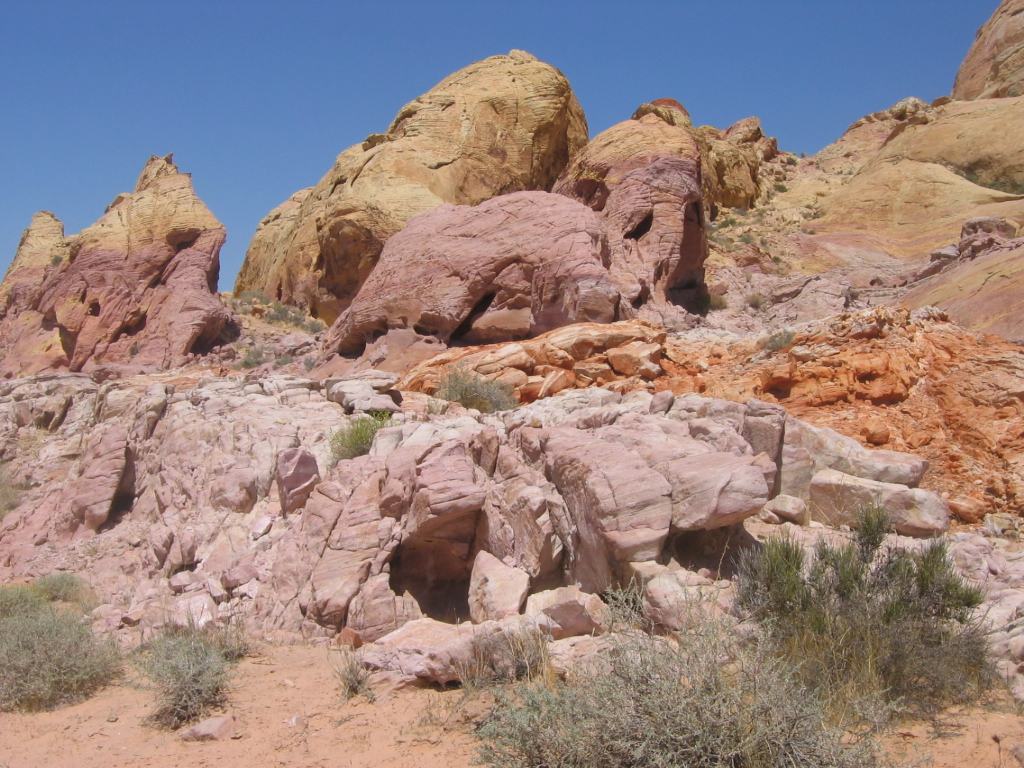
Rochers colorés
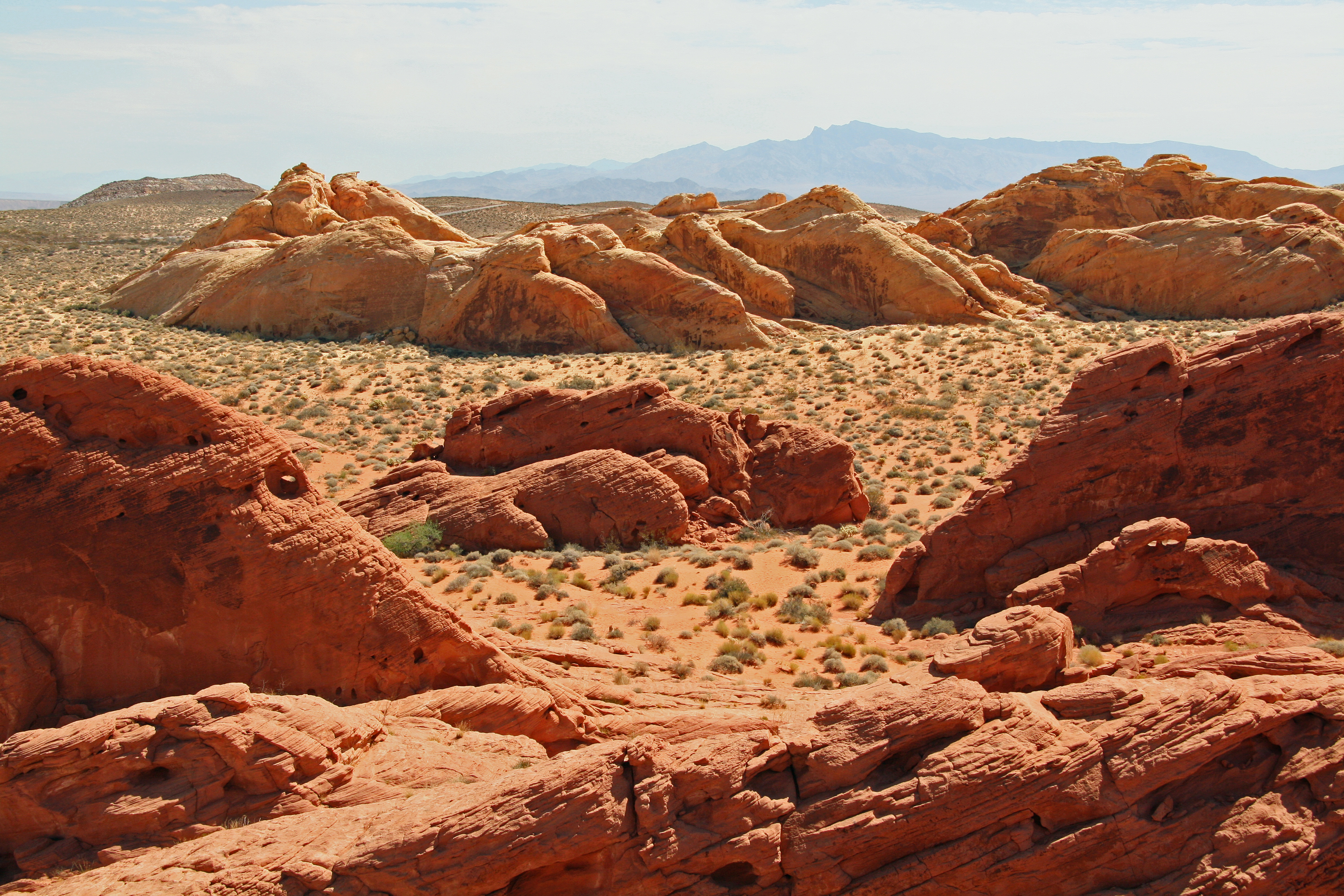
Panorama
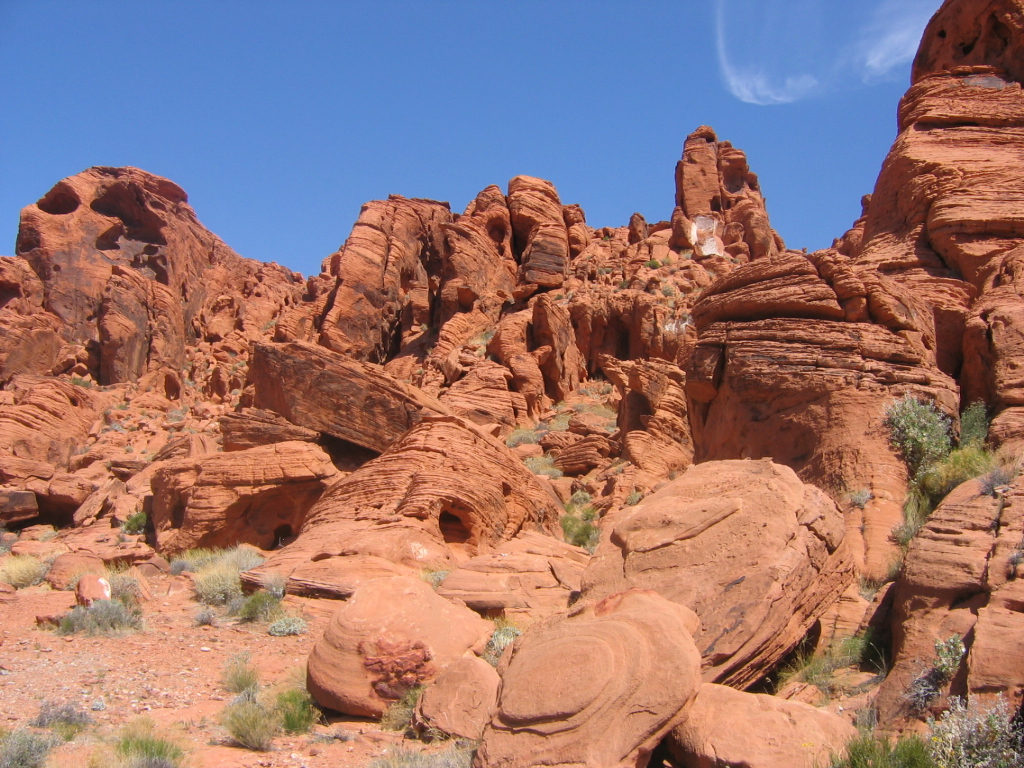
Atlatl Rock
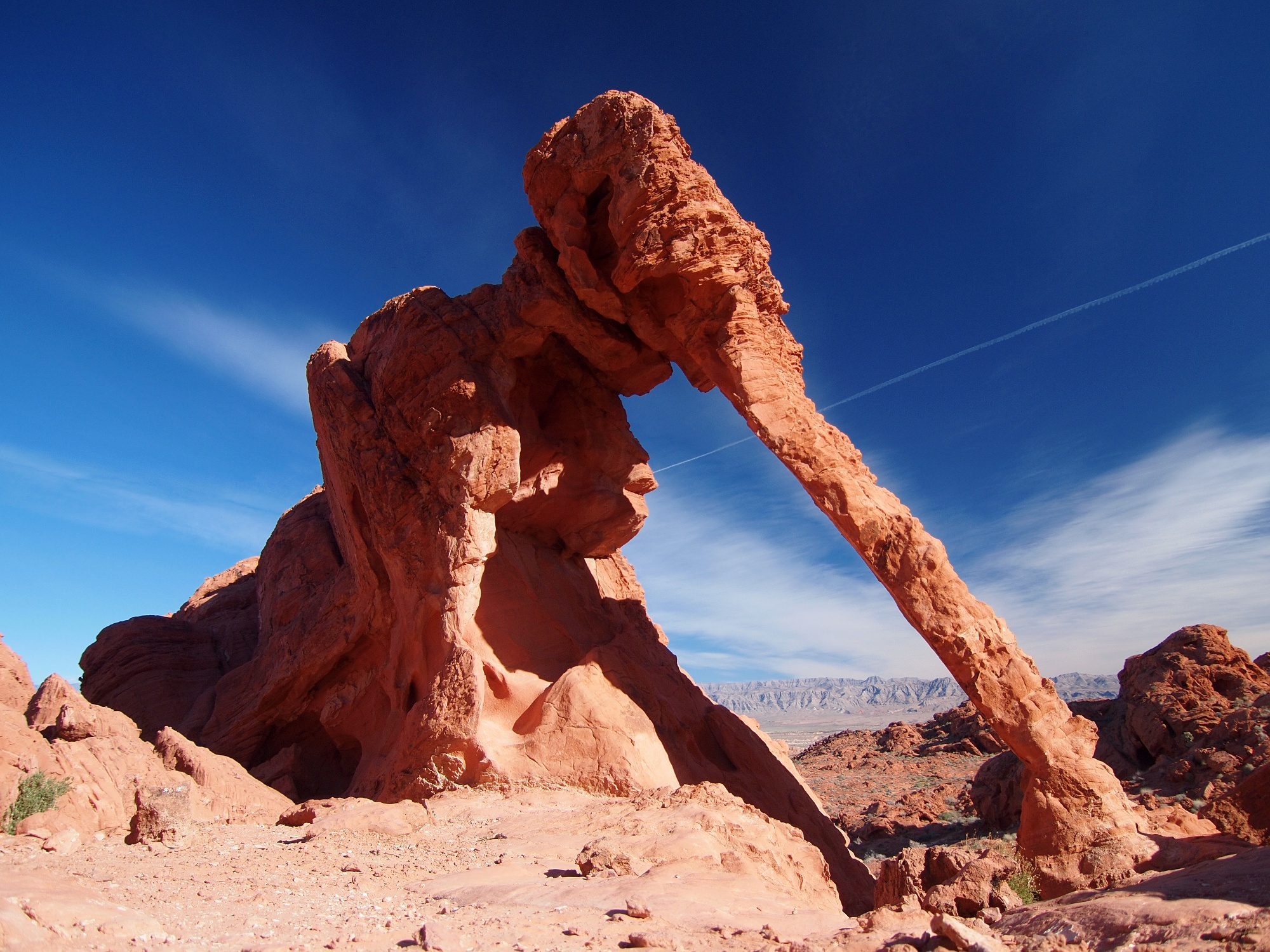
Elephant Rock
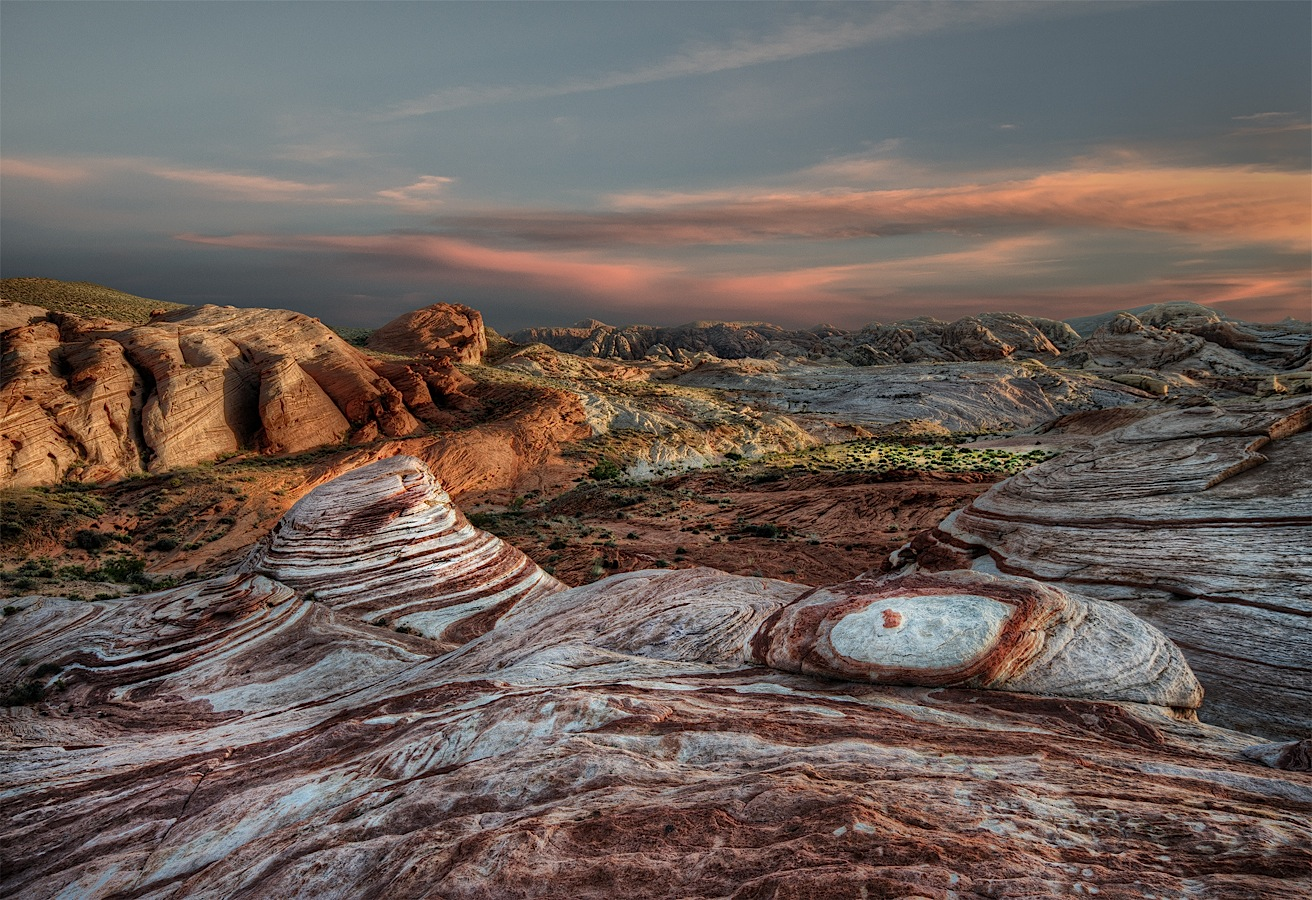
Coucher de soleil
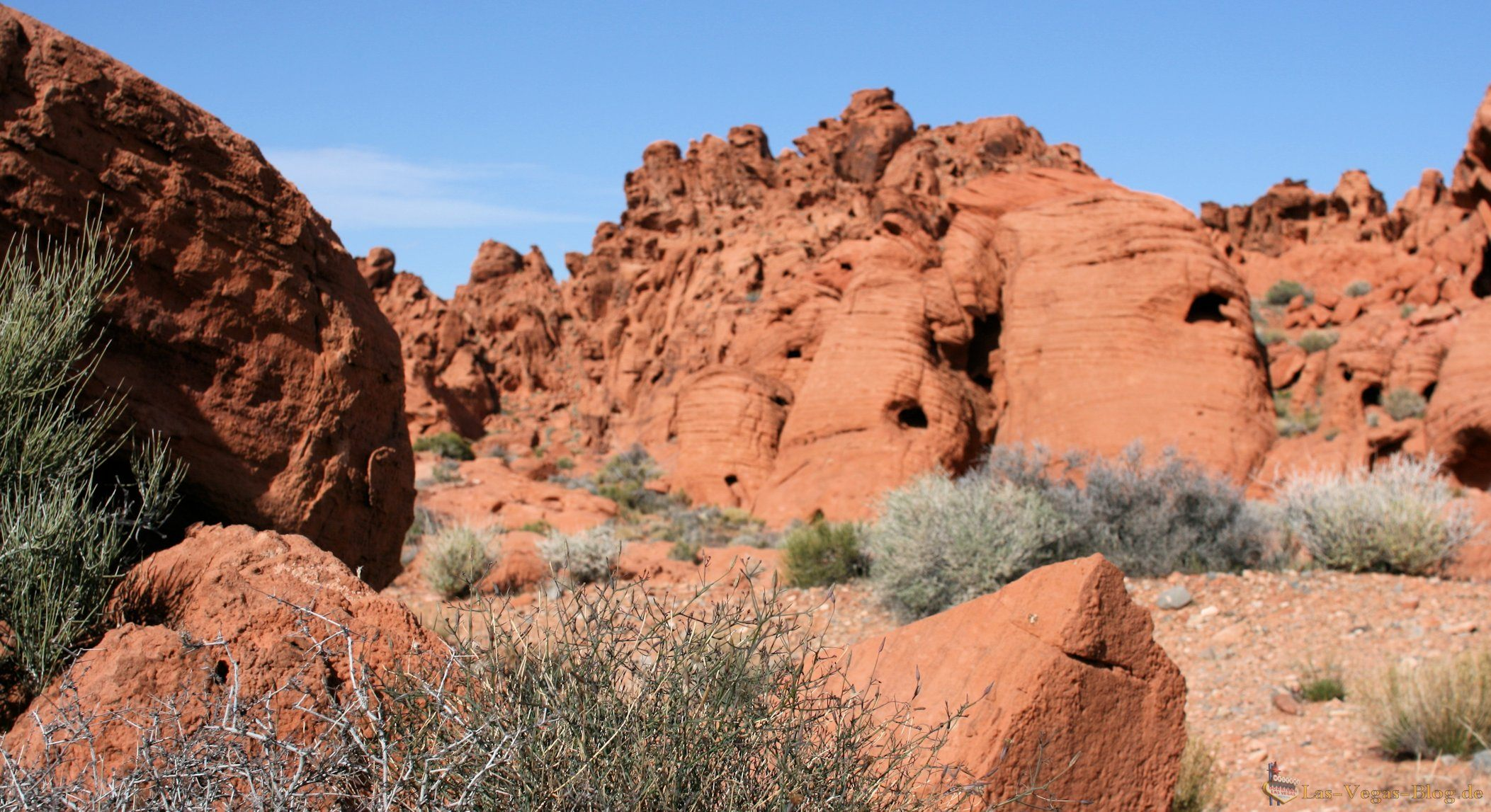
Le State Park
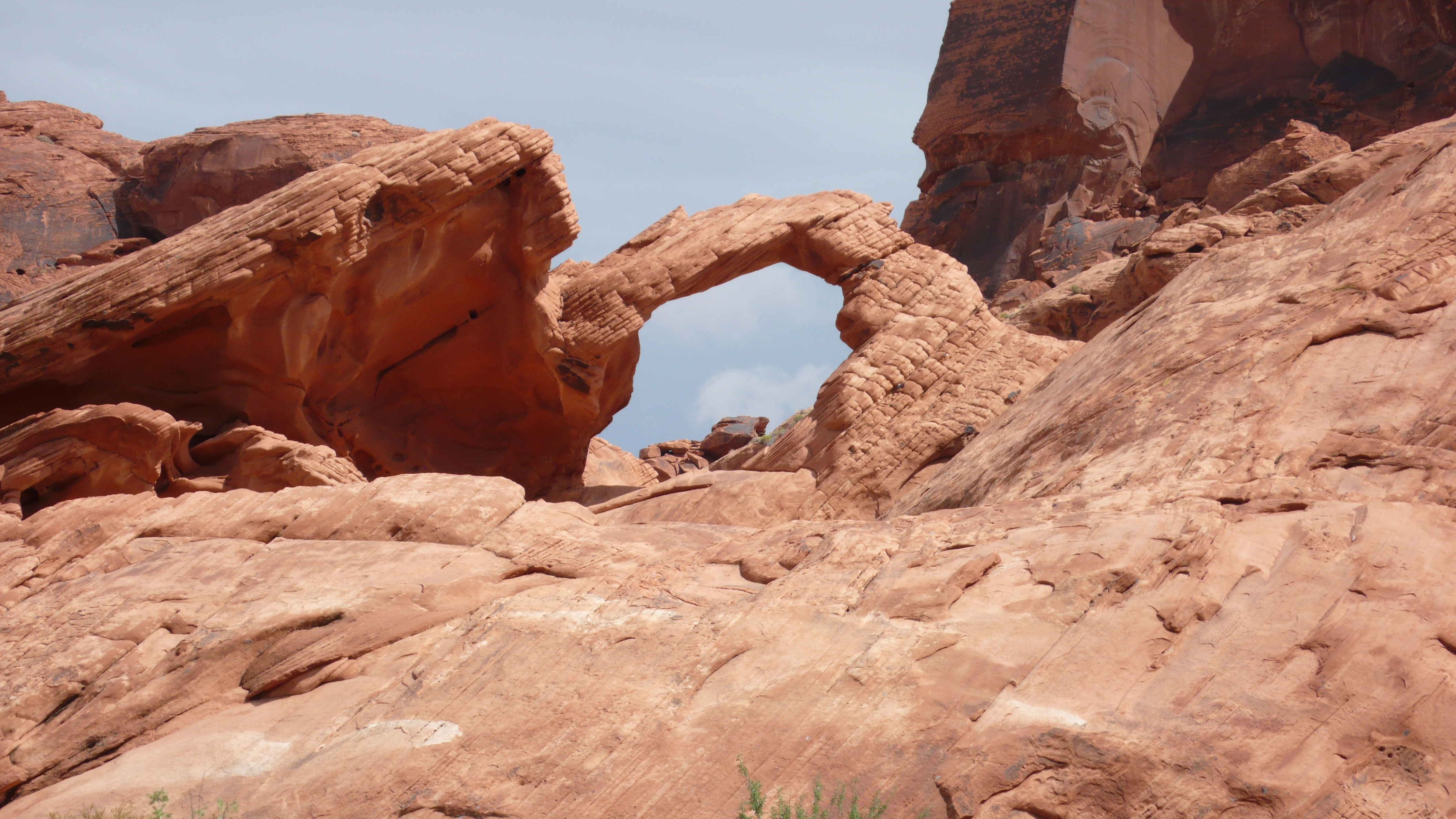
Arch Rock
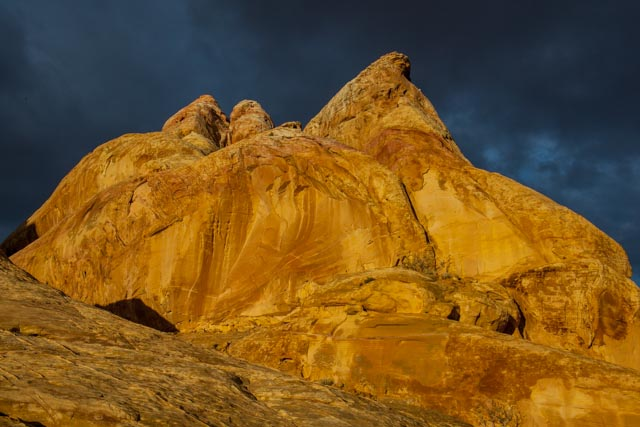
White Dome
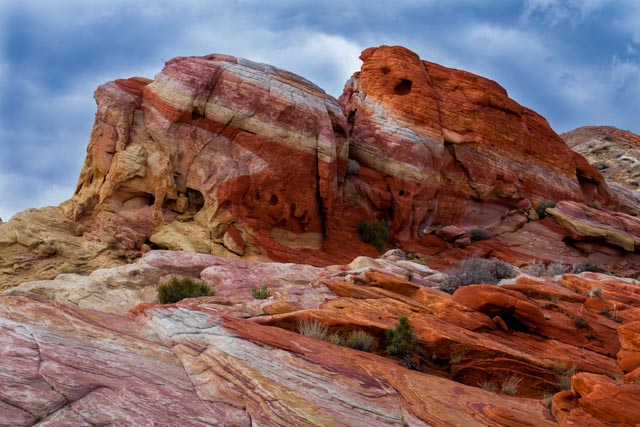
Rochers colorés, White Domes
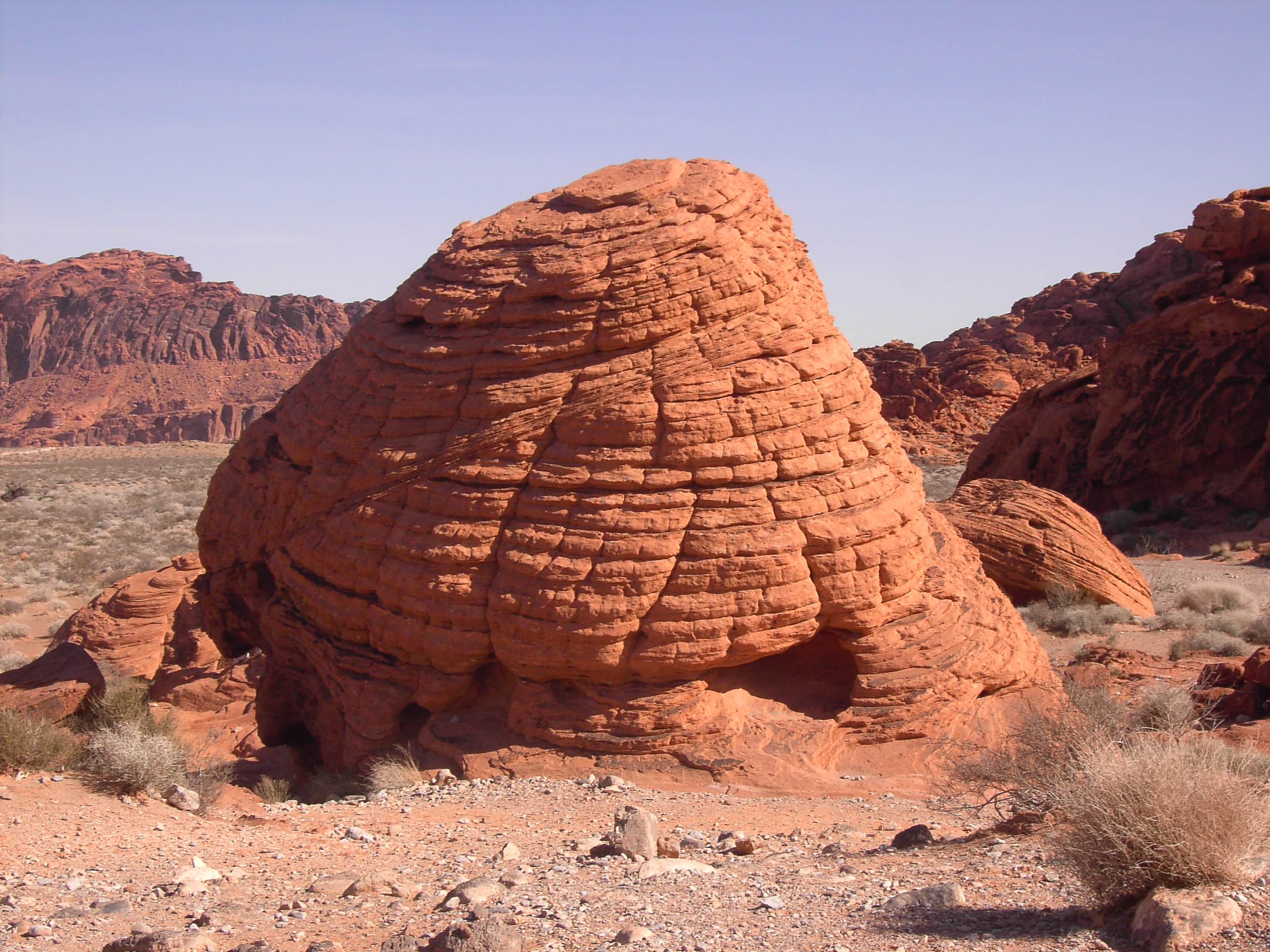
Beehive

## Cinéma
La Valley of Fire est un endroit populaire pour le tournage de publicités automobiles et autres tournages commerciaux. Elle a fourni un cadre pour les films et émissions de télévision suivants:
- Viva Las Vegas avec Elvis Presley a tourné plusieurs plans dans le parc pendant les scènes de course finales du film en 1963.
- Les Professionnels avec Burt Lancaster, Lee Marvin et Claudia Cardinale ont été filmés ici en 1966. Valley of Fire était l'un des trois endroits utilisés dans le film[6]. Il ne reste de l'ensemble qu'une partie d'une paroi rocheuse d'une hacienda.
- Les scènes extérieures de Mars de Total Recall, avec Arnold Schwarzenegger, ont été presque entièrement tournées dans la Valley of Fire[7].
- Les scènes de la planète Veridian III de Star Trek Generations ont été filmées ici en 1994.